# 機工魔術士-enchanter-
『機工魔術士-enchanter-』（エンチャンター）は、河内和泉による日本の漫画作品。『月刊ガンガンWING』（スクウェア・エニックス発行）にて2002年10月号から2008年7月号まで連載された。番外編である『機工魔術士-enchanter- SEQUEL』（エンチャンター シキュール）が『月刊ガンガンWING』2008年11月号2009年3月号まで連載された。単行本は全19巻。各単行本末には作者によるナニワ人戦記がオマケでついている（15巻と16巻には掲載されていない）。2004年11月26日と2005年1月28日に前後編でドラマCDが発売され、またマックスファクトリーからユウカナリアのフィギュアが発売された。

## 概要
ごく普通の高校生の主人公が、ひょんな事からヒロインの一人の悪魔の少女と契約して「機工魔術士（エンチャンター）」となり、現代には存在しないはずの技術（魔力など）を加工した武器や道具を精製する一方で、主人公とヒロインを狙う敵・悪魔をその武器で退治していく物語。
物語のテーマは、科学や機械工学などの技術が主題。工学的な面ではタイトルから連想される機械工学そのものより、各々の専攻や得意分野に対する追究や倫理観についての描写の方が多い。また、科学に関係する実在の人物も一部登場する（ただし、後述するフルカネルリは、実在か架空かは今日に至るまで不明の人物である）。
学園を主な舞台とし、ダーク・ファンタジー風のバトルシーンが盛り込まれている。その一方で、主人公を始めとした現代の高校生らしい思春期を含んだ日常や、ヒロインを始めとした性的・コメディなお色気シーンも多く描写されている（ただし、極端な性描写はほとんどない）、物語中盤からシリアスな描写が多くなるなどのマルチな作風が特徴。

## あらすじ
ごく普通の高校生・叶晴彦（通称「ハルヒコ」）は、住んでいるマンションの隣人で幼馴染、晴彦の通う女教師・藤川優香に思いを寄せている一方で、学友ともうまくやっている充実した高校生活も送っていた。ある日優香から個人的な事情で晴彦は機械の修理を依頼され、それを前後して悪魔・ユウカナリアと出会う。いざこざなことがらで晴彦は彼女と契約し、「機工魔術士（エンチャンター）」となる。

## 登場人物
声優はドラマCDのもの。

### 主人公
叶晴彦（かのう はるひこ）
声 - 森田成一
本作の主人公。金髪だが、染めてるのか地毛なのか不明。思春期の高校生らしく妄想が激しい。通称童貞（コミックスおまけマンガより）。たいがい、カタカナで「ハルヒコ」と呼ばれている。幼馴染の藤川優香に一方通行の片思い中で、物理系に強くなったのも優香の機械オンチが原因。逃げるユウカナリアと追うネラガに巻き込まれた際にフルカネルリの力のみを継いでしまい、機工魔術士となる。その為ユウカナリアに身体を、そして悪魔達に力を狙われる羽目となってしまう。
機工魔術士としての実力は未熟ではあるが、フルカネルリから受け継いだ力が大きかったので「飛行」などの悪魔の持つ特殊能力を自由に使うことができる。その後、パラケルススの紹介でヤマトの元で体術の修行を行っている。
一方で優香に対しては非常に奥手であり、猛烈に片思いしながらその想いを打ち明ける事が出来ず、妄想ばかり抱いては苦悩している。その様子は傍から見たら挙動不審な程であり（一応本人も自覚している）、元木には「優香ちゃんマニア」と言われる。しかも相手側からの想いには鈍感で、まなが自分に恋心を抱いている事にも全然気付いていなかった。その点についてはユウカナリアから「お前はユウカネエ（優香姉）か！」と皮肉られている。
フルカネルリの力を得た以外にもその集中力などでの成長の早さでも注目されており、彼なりにユウカナリアの願いを叶えようとする姿は、ヤマトやヒルブレヒトなどに大きな好感を与え、パラケルススからも支持を取り付けている。カリオストロとの最終決戦では、ベルやユウカナリアらの助力を得、これまで造り蓄えた強力かつ大量の魔具を使っての大消費戦を行い、大ダメージを負いながらもカリオストロとの直接的な斬り合いを演じるなど、剣士・機工魔術士として大きく成長した姿を見せた。カリオストロとの一件で面とは向かってはいないが、ついに優香に自分の気持ちを伝え、ようやく幼馴染から一歩関係が進んだ。なお、18巻では交際をスタートしている。一度優香がハルヒコが自分の事をどこが好きになったのかわからず不安を伝えるがハルヒコが｢一緒に居るだけで支えになる｣と話しその後関係が深まる。(その際キスをしている)また、色々と勉強がしたいとの思いから留学を決断する。
フルカネルリ（Fulcanelli）
晴彦と瓜二つの一級悪魔。元々は人間で大聖堂などの建築の設計をしていたが、ユウカナリアと出会い機工魔術士の道へ進む。その後、ユウカナリアとはかなりのバカップルとなった。晴彦と性格は全く異なり、聡明で落ち着きのある理性的な人物で、能力的にも人間的にも周囲の者ほぼすべてから信頼されていた。晴彦からは「できた人」と評されている。自らの都合で周囲を束縛することをよしとせず、ユウカナリアに対しても自分に力を分け与えるよりも自由に駆け回っていてほしいと語っていた。
しかし、自らの研究と倫理感からやるべきことを果たすため、ユウカナリアに黙っていなくなり、パラケルススが治療を止めるほどの傷を負って死亡する。その際、自分の力を処理出来なかった為にユウカナリアの手によって魔石の中に魂と力が入った状態となる。
上記の「やるべきこと」とは、次元の扉を開け悪魔と人の狭間からエネルギーを取ろうとしたことだった。その理由は、“身体を維持するだけでも大きな魔力が常に必要なパラケルススの延命のため”と、“フルカネルリに魔力を分けすぎて空を飛ぶことなどができなくなったユウカナリアを元のように動けるようにするため”だったとされる（パラケルスス談）。
非常に強い力を持った機工魔術士のひとりで、パラケルスス、カリオストロと肩を並べる腕前を持っていた。機工魔術士の世界に新しい風を吹かせる為に生き返る事を拒む。晴彦に自らの思いを伝え、ユウカナリアに自分の気持ちを伝え消滅する。
名前の由来となったフルカネルリとは、実在したのかどうか不明だがいくつかの逸話が残っている錬金術師である。
ユウカナリア（Yuukanalia）
声 - 浅野真澄
本作のヒロインの1人。フルカネルリと契約していた悪魔。フルカネルリとは恋人同士であった。かつては感情を持ち合わせていないような暗く静かな性格で、知らないことも多く、人間（男）を食料とするなど残忍な所があったが、フルカネルリと出会い、様々な事を学びそして彼を指標とする事で性格が変化し、明るくそして賢くなった（本人も、フルカネルリと出会う前の自分は嫌いだと語っている）。その後 彼と契約し機工魔術士とするが、彼を悪魔に近づける為に自分の力を分け続け、その結果逆に自分が人間に近づいてしまい、フルカネルリ作成の魔具を使わなければ飛べなくなった。
フルカネルリ死後、彼と瓜二つな晴彦と出会い、晴彦が力のみを継いだ事から、フルカネルリの人格を晴彦に入れる為、同棲。日々、変装や裸エプロン等の手段で奮闘することに。登場初期はお色気路線であったはずだが、いつの間にかお笑い路線の方に変わっていった。器用でやればできる子だが、まだまだ知らないことも多く料理において団子を小麦粉と水、マジックで再現。ハルヒコは団子らしき物をマヨネーズと醤油、もしくはカレー粉での味付けで食そうと優しさを見せる。マニュアルさえ読めば標準以上のものを作るようで二度目の失敗は少ない。蜂に変身可能。

### 機工魔術士と契約悪魔
パラケルスス（Paracelsus）
声 - 池田秀一
一級悪魔で機工魔術士。通称「骨」。専門は医療関係で外科から内服液、触診（女限定）など色々こなす。普段は骨の姿だが、一応普通の肉体の状態にもなれる。骨の状態のときはデフォルメされることも多く、ややギャグキャラの雰囲気が強くなる。また、治療を行う際には常に骨の姿だった。タバコをくわえていることが多い。軽い性格だが残忍で策士な一面も。また、人間の姿で優香と対面したこともあり、その際には便宜上“晴彦の生き別れの兄”ということで通し、「晴助」（ハルスケ）と名乗っている。
元は16世紀前半にヨーロッパに住んでいた人間で、「患っては苦しんでいる奴らを、ただなんとかしたかった」という理由から医者となる。18歳で名門ウィーン大学を卒業し、軍医となるほどの天才であった。その後、別の大学を21歳で卒業し、スイスのバーゼルで医者として働いていたが、不正を暴くなど悶着ばかりを起こし、大学教授の職も棒に振る。後にドイツのニュールンベルグで梅毒の治療研究を行っていた頃、悪魔・アゾートと出会い機工魔術士となった。
フルカネルリの信用を一心に受けており、自分に何かあった際にはユウカナリアを守ってほしいと頼まれている。また、フルカネルリは晴彦には、自分の力を放棄したければ彼に渡すようにと促している。フルカネルリとの仲は良好だったらしく、顕微鏡を作ってもらったこともあるらしい。
フルカネルリやユウカナリアが全力で戦っても勝てないほど強い戦闘能力を持っており、ナナエラをして「異常」と言わせるほどの力を持った最も力のある機工魔術士のひとり。現存、最強の魔具である剣・アゾートを作中、唯一 使いこなすことができる（ただし、ユウカナリア曰く、骨のときはそれほど強くないらしく、現にいつも簡単に倒される）。フルカネルリの死亡理由と原因を知っている数少ない人物。作中、ユウカナリアに好意を持っているかのような発言を何度か見せているが、それが本心なのか冗談なのかは不明。
常に中立の立場にいて、医療に関しては「誰であろうと患者に従う。生きたいのなら延命の処置を、死にたいのなら殺してやる」という考えを持っている。メルクーリオにカリオストロ作のチップを手術で入れたのも彼である（後述）。
晴彦に肩入れしていたのは身体を維持するのに大きな魔力が常に必要という事と自分の「自分が医者になってから生かした者が全部死ぬまで存在し続ける」というルールを守る為。人間だった頃、16世紀当時の未熟な医療では多くの患者を救えなかっただけでなく、当時はまだ知られていなかったとはいえ、水銀を梅毒の治療薬として使用していたときに、アゾートから水銀の毒性を知らされ愕然とした過去がある（水銀中毒#事件例参照）。先述のルールは、医療をやっていればそのようなことはいくらでもあることを認めつつも、自分自身が医者として向き合うことであるとしているため。
自分の年齢については晴彦に聞かれた際は覚えていないと発言しているが、ユウカナリアが聞いた際には「500いくら」と返していることや、ベルと九重香子に自身の経歴を語っていることから、実際には自身の年齢は把握しているようである。非常に長く生きているため、度々晴彦のことを「若い」と言っている。名前の由来は有名な錬金術師であり医師でもあるパラケルススから。
アイ（Ai）
パラケルススの元にいる少女。人間と悪魔の相の子で機工魔術士ではないが魔力付加が出来、相反の魔力付加が得意な模様。無口で初登場時から一言も喋らなかったが、最終話にてようやく喋った（ユウカナリア曰くずっと喋っていた）。いつもホウキを所持していて、それを用いて闘ったり、跨って空を飛ぶこともある。晴彦の高校の制服やベル達のユニフォーム等を作れることから手芸関係が得意らしいが、彼女の作った服を破かれると非常に怖い。
母親はアゾート内に入っている悪魔だとユウカナリアが語っているが、詳細は番外編にて明らかになった。
アイの両親は、父親は人間だった頃のパラケルスス本人、そして母親は女悪魔アゾートが憑いていた人間の女性。パラケルススが悪魔契約した（正確には「させられた」が正しい。アゾートとの契約行為直後はまだ契約が成立しきっていなかったが、彼女がパラケルススを絶望させる話をして無理矢理彼の魂を奪った為）際にアゾートに憑かれていた女性がアイを身籠った。アゾートから解放された女性は後に娘アイを産むも、悪魔の影響を受けて産まれた娘は寿命が長かったことから共に生き続けることが叶わず、已む無くパラケルスス宛の生きる希望を与えてくれたことへの感謝と娘の引き取りを願う手紙と共に修道院に預けた。なお、母親から付けられた本当の名はアリーセという。
その後アイは母親の手紙を手に父親の元を訪ね、現在に至っている。最近ではパラケルススに再婚してほしいと願っており、どういう基準なのかは不明だがユウカナリアや香子に対して「おかあさん…」と反応している。
その話を知ったユウカナリアは、唖然とした顔でパラケルススに「（娘を）一発で当てやがった」と言っていた。
アドルフ（Adolf）
声 - 子安武人
ラヴォワと契約した機工魔術士。晴彦ほどではないがヘタレ気味で気弱な性格からラヴォワの押しにいつも負けている。ラヴォワには自分の思いを告げずに好きなようにやらせていたが、ピアノの一件で本心をラヴォワに告げる。作中数少ない普通のテンションの人物。
ラヴォワ（Lavohwe）
声 - かかずゆみ
アドルフと契約した悪魔。ユウカナリアとは犬猿の仲でユウカナリアの名前は禁句ではなくNGワード。ピアノの一件で多少は素直になった模様。フルカネルリと出会う以前のユウカナリアを知っている。
木村まな（きむら まな）
声 - 黒河奈美
ネイヴィと契約した機工魔術士。本作における唯一の関西人で、関西弁を喋る。晴彦に恋心を抱いているが、その思いに晴彦は全然気づいていない。実家は自転車屋を営んでいる。胸のサイズはBでユウカナリアや優香の胸を見てヘコむことも。
工学に関する専門的な知識や技術は晴彦やアドルフには及ばないが、それ故に柔軟な視点から的を射た発言が多く、晴彦に重大なことを気づかせることも多い。しかし、専門的な能力に乏しいため本編では終盤に近づくにつれあまり出番が見られなくなった。
ネイヴィ（Navy）
声 - 置鮎龍太郎
空を飛ぶ魔具を作って貰う為に木村まなと契約した悪魔。まなとの出会いが色々な意味で衝撃的であった事や言葉尻が気に入り、まなを機工魔術士して一緒になる事を目論む等かなりのM属性。カラスに変身できるがそれでも飛ぶことは出来ない。晴彦が作った魔具に出し入れ出来る。まなの家族とも面識済みで一緒に食事をする場面もある。まなからは「ネイ」と呼ばれている。
まなと同様、終盤ではほとんど出番がなく、人間の姿になることも非常に少なかった。そのため、先述の「空を飛ぶ魔具」が完成したのかどうかも不明。
ヒルブレヒト（Hilbrecht）
声 - 岩永哲哉
魔石等を鑑定する鑑定士で一応機工魔術士。常に冷静で、晴彦曰く「岡田に似ている」。性格からか振る舞いからか相談役としても一役買っている。機工魔術士なので物を作ることもできるが、不器用なのでその分野からは退いている。
ヤマト（Yamato）
声 - 大塚明夫
原材料作成を専門とする機工魔術士。自分の作った原材料を酷く使う者を嫌うが、逆に信用されれば珍しい材料もついで渡したりするまさに職人気質な男。パラケルススからの依頼で現在晴彦を鍛え上げている。その代金は当の本人のあずかり知らない所で作られたパシリに使える権利券10枚。
メルクーリオ（Mercurio）
声 - 川澄綾子
ヒルブレヒトやヤマトの元へ身を寄せていた彫金師。初登場時、1つの肉体に悪魔と人間の2つの魂が同居していた。
10年前に悪魔側が他の悪魔に殺害された所に人間側が通りかかり、悪魔側の「誰かに認められたい」との想いから人間側の身体の中に魂を入れて、生き延びようとする。しかし、強引に入ってしまった事によって2人とも死んでしまう所に偶然カリオストロが通りかかり、彼とパラケルススの手により強引に入った悪魔側の人格を約10年間稼動するチップ内に入れ、それをメルクーリオの体内に取り付け、二重人格に近い状態になった。
人間側
悪魔側のメルクーリオに魂を入れられた機工魔術士の女性。10年間人格が封じ込められていた、被害者である。「あいつ（悪魔側）に名前なんかありません」と語っていたため、メルクーリオという名前は本来こちら側の名前らしい。
一連の事件の後、チップを取り除かれる。その後、マドカという師匠の元に戻り、拾った北都を使ってカリオストロに一泡吹かせようと模索する。
性格は非常に高飛車でサディスト。かなり気が強くキレやすく、キツい台詞が多いが、自らの美意識にもとづいて動いており、それを貫き通す強さを持っている。北都を拾って面倒を見たり、最終的に晴彦の意思を汲んで優香を救出したりと、キツい性格ながらも面倒見はよい。
本人曰く「機工魔術士ではあるが人間の属性」で、17巻の巻末でもHumanと明記されている。
悪魔側
人間側のメルクーリオに魂を入れた悪魔。2つの魂が存在する不安定な状態のため、うまく動くことができないらしく、頻繁に転んでいる。性格は誰に対しても優しく、不器用ながらも非常に一生懸命。その人柄は晴彦や元木に好感を与えていた。晴彦に好意を抱くようになるが、チップの限界が来て、晴彦に自分の想いを伝え消滅することとなった。本編（番外編を除く）で唯一の晴彦と相思相愛であったキャラといえる。
かなり人気があったらしく、女性陣の中でトップの人気だったと17巻の巻末コメントにて語られていて、作者の弟も「悪魔の方のメルクーリオを残してくれ」と直々に頼んだほどであった。
九重北都（ここのえ ほくと）
大学の飛び級で進級した優等生。専攻は機械工学。小学生の頃に両親が突然の事故死を迎えるなどハードな過去を持つ。それから女手一つで自分を育ててきてくれた姉の力になりたいが為に、機工魔術士であるカリオストロに弟子入りしようとする過程でユウカナリア、そして晴彦と知り合う。指標とする人物に追いつきたい、力になりたいという彼の一途な想いは、フルカネルリに対し似たような感情を持つユウカナリアから共感され、北都本人も彼女のことを気に入ってお互い意気投合する。反面、己の価値観を他人に押し付けてしまう視野の狭い部分もあり、優香の要領の悪さに苛立ちを覚えて「他人に頼ってばかり」とあてつけ半分に批判していたことから、その場に居合わせた晴彦の怒りを買い一悶着起こす結果となる。ある時姉・香子のアメリカ栄転を聞かされたことにより「置いて行かれてしまう」という焦りから自分を見失ってしまい暴走、そこに付け入ったカリオストロに玩具的に扱われた上、機工魔術士になる為に契約したナナエラからも契約破棄され、右目を失う事に。その後ブブの庭にて倒れていたところを植物を採りに来ていたメルクーリオに拾われ、丁稚奉公する破目になる。その後、カリオストロ編で再登場した際にはひと回り成長していて、姉から「男のツラになったな」と評され、その後晴彦ともそれなりに良い関係を築く。
カリオストロの一件の後は姉の紹介で晴彦と共にアメリカの工科大学に留学することになった（ただし、メルクーリオから離れられるわけではなく、大学にはメルクーリオの所から通うらしい）。以前は香子を盲目的に絶対視している節があったものの、番外編では学歴・遍歴・体力共に規格外だったり、男の性事情に対しても寛容過ぎる姉のことを「あれは例外な気がしてきた」と評したりと、彼女に対して大分冷静な見方が出来るようになってきている。
アレサンドロ・ディ・カリオストロ（Alessandro di Cagliostro）
フルカネルリ、パラケルススと同程度の実力を持つ機工魔術士。知能情報工学を専攻しており、その中でも人が情報を扱うときの心境に興味を持っている。偽物作りが得意分野。
機工魔術士としての技術的実力は天才的であり、晴彦を遥かに凌駕している。しかし、性格はややサディスティックであり、他人が苦悩したり動揺したり、物事に執着したりする様子を面白がって眺めていて、そのためには手段を選ばない。それでいて、ことあるごとに「何故だ?」「わからない」と口にしていて、物事に割り切りをつけられない人物で、作者曰く「子供」であるとのこと。
ナナエラ（Nanaela）
北都と契約した悪魔（本来の契約者はカリオストロ）。弱気な性格で不器用だが、力は強い（しかし、パラケルススに治療を受けた際、彼に力のほとんどを抜かれてしまった）。初登場時からしばらくは北都に対して従順に振る舞っていたが、基本的にカリオストロに盲目的に従い、それ以外のものには無関心である為、一度は契約した北都のことを躊躇なく切り捨てる冷淡さを見せた。普段は静かで大人しいのだが、カリオストロのことを少しでも悪く言われると途端に我を失い、荒れ狂ってしまう。結果的にその弱点を突かれて、メルクーリオ（人間）に倒されることとなった。
九重香子（ここのえ かこ）
北都の姉。背は小さく見た目も幼いが実は27歳で何でも出来る凄い人。制御システム関係の研究職につく為、アメリカに栄転する予定。珍しい機械の類を見つけると眼の色を変えて飛びつく。ある事情からベルと契約して機工魔術士となった。機工魔術士になって直ぐに自警団員専用マジカルステッキを作ったりするなど理解度がかなり高い。カリオストロ編ではカリオストロの領域にハッキングして侵入するという離れ業までこなしてしまい、北都から「どんだけぇー」と評されていた。
お菓子の好みは和菓子派で、パソコンなどを操作しながら食べられるドラ焼きなどが好きだという（お菓子以外にもラーメンやケーキなど、食事のシーンが多い）。両親を亡くして間もない頃は、貰い物の羊羹をペラペラに切り分けたりカルピスウォーター（濃縮タイプのカルピスではない）を薄めたりするなどしたやりくりで食生活をしのぐなど、北都と2人でかなりの赤貧生活を送っていたようである。
作中一番の天才キャラクターであると17巻の巻末コメントにて語られている。
ベル（Bell）
回廊を管理している悪魔。パラケルススやカリオストロほどではないが、かなり力は強く、「生粋の悪魔」の中ではトップレベルだという（ベルの回廊にてカリオストロと戦闘になった際威力が弱とはいえカリオストロの一撃を即座に防いでいる）。機工魔術士のルールには不満を持っていて「自警団」を暇つぶしの為に作ろうとしている。香子に『正義の人』と表現される熱血娘。お菓子を作るのが得意。パラケルススのことが好きらしく、会うたびに求婚している（パラケルススからは｢やっすいキャバ嬢だなとツッコまれている）。しかし、嫁入り前にはしたないことはしないらしい。ノリがよくなんでもノリで喋ってしまうことを悩んでいて番外編のメルさん人生相談にて匿名希望でハガキを出しているにもかかわらず｢メルはどうしてもノリで喋ってしまいます。どうにかしたいです。匿名希望｣と書いてしまい文章にしてもダメらしい。晴彦の誕生日プレゼントを用意しようと何がいいか晴彦の周囲の人間に尋ねる為香子と晴彦の高校を訪れるが秘密にしている晴彦と優香の関係を口を滑らせてしまうなどうっかりもしばしば。

### 悪魔
ネラガ（Neraga）
声 - 辻谷耕史
フルカネルリの力を求め襲い掛かってきた悪魔だったが晴彦に撃退されて以降、デフォルメされて小さくなった状態で、自分が襲った筈の優香に懐いてしまった。デフォルメされた影響か「ぎゅ」としか喋れなくなった。しかし優香の身に危険が迫ったときには元の姿に戻って彼女を守る（大きさは変わらない）。また、一応関係者と悪魔以外には見えないはずだが、岡田が撮った写メには写っていた。優香に「ぎゅーちゃん」と呼ばれている。

### 晴彦の高校の関係者
藤川優香（ふじかわ ゆうか）
声 - 冬馬由美
本作のヒロインの1人。晴彦の幼馴染の化学の教師。晴彦からの愛称は「優香姉」（ユウカナリアからもカタカナ表記だが同様に呼ばれている）。ユウカナリアと見かけから胸のサイズ等身体のサイズまで全て同じ。全くの機械オンチでかなり鈍く、晴彦の事も幼馴染レベルくらいしか思っていない模様。フルカネルリが「自戒」の為、対魔物+フルカネルリ用に魔族から認識されないよう魔力付加した空間魔石を所持している（本人はその事を知らないが）。
容姿はそっくりだが、性格はユウカナリアとは正反対で、優しくおっとりとした柔らかい性格。しかし天然で、パラケルススが晴彦の生き別れの兄を名乗ったときもあっさり信じたり、悪魔に襲われた事も思い込みで覚えていない事にしたりと、相当なものである。その反面、面倒見は良く、晴彦が小学生の頃は彼の勉強を見ていた（そのことがきっかけで教師になる）。それでいてネラガのような非常識な存在であっても受け入れる心の広さを持っている。ストーリー上重要な役割であるため、コミックスおまけマンガでは「ラスボス」と称されている。
岡田尚成（おかだ ひさのり）
声 - 小林範雄
晴彦のクラスメイト。登場人物の中ではかなりの常識人。常に冷静沈着で、悪魔や機工魔術士の存在をあっさりと受け入れた。成績も優秀で何かと頼りになるため、作中では「岡田〜」と尊称つきで呼ばれることが非常に多い（例：岡田さん、岡田様、岡田神、岡田観音、岡田先生）。現在バスケット部所属だが、中学時代は剣道部に所属していた。そのため現在でも剣の腕は高く、1度晴彦と共闘したことがある他、武道に関する知識もある。
元木静（もとき しずる）
声 - 真殿光昭
晴彦の悪友でクラスメイト。軽い性格で、綺麗なお姉さんが大好き。後にメルクーリオ（悪魔）に一目惚れしてしまう。メルクーリオの一件後メルクーリオが辛そうにしているのに何も出来なかったのが悔しかったとの思いから看護師を目指す事を決意するが、その事をクラスメイトに話すと普段の様子から｢こいつは卒業後に消息を知るタイプだ｣とあまりいい評価をされていない。クラスメイトの三宅曰く科学は11点と成績は低い。

## 用語
機工魔術士（エンチャンター）
悪魔が自分の足りない力を補わせる為の魔具を作らせるいわば悪魔の「魔具」。悪魔と肉体交配又は魔力の込められた契約書にサインすることによって悪魔から力を分け与えられ、「物を作る力」と「魔力付加の力」を得る。契約することによって右目が赤くなり、オッドアイの状態になる。それによって右目の機能が拡張し、普通では見えないものが見えるようにもなる。

## 書誌情報
- 河内和泉 『機工魔術士-enchanter-』 エニックス、スクウェア・エニックス〈ガンガンウイングコミックス〉、全19巻
  1. 2003年2月27日初版発行（2003年1月27日発売）、ISBN 4-7575-0865-4
  2. 2003年6月27日初版発行（2003年5月27日発売）、ISBN 4-7575-0952-9
  3. 2003年10月27日初版発行（2003年9月27日発売）、ISBN 4-7575-1027-6
  4. 2004年2月27日初版発行（2004年1月27日発売）、ISBN 4-7575-1128-0
  5. 2004年7月27日初版発行（2004年6月27日発売）、ISBN 4-7575-1225-2
  6. 2004年11月27日初版発行（2004年10月27日発売）、ISBN 4-7575-1299-6
  7. 2005年3月27日初版発行（2005年2月26日発売）、ISBN 4-7575-1372-0
  8. 2005年7月27日初版発行（2005年6月27日発売）、ISBN 4-7575-1395-X
  9. 2005年11月27日初版発行（2005年10月27日発売）、ISBN 4-7575-1557-X
  10. 2006年3月27日初版発行（2006年2月27日発売）、ISBN 4-7575-1630-4
  11. 2006年7月27日初版発行（2006年6月27日発売）、ISBN 4-7575-1711-4
  12. 2006年11月27日初版発行（2006年10月27日発売）、ISBN 4-7575-1804-8
  13. 2007年4月27日初版発行（2007年3月27日発売）、ISBN 978-4-7575-1974-9
  14. 2007年8月27日初版発行（2007年7月27日発売）、ISBN 978-4-7575-2057-8
  15. 2007年12月27日初版発行（2007年11月27日発売）、ISBN 978-4-7575-2165-0
  16. 2008年4月27日初版発行（2008年3月27日発売）、ISBN 978-4-7575-2246-6
  17. 2008年8月27日初版発行（2008年7月26日発売）、ISBN 978-4-7575-2334-0
  18. 2009年4月27日初版発行（2009年3月27日発売）、ISBN 978-4-7575-2335-7
  19. 2009年4月27日初版発行（2009年3月27日発売）、ISBN 978-4-7575-2520-7